# Leopoldo Alas Mínguez
Leopoldo Alas Mínguez (Arnedo, La Rioja; 4 de septiembre de 1962-Madrid, 1 de agosto de 2008) fue un escritor, poeta y articulista español. Se le suele incluir en la generación de los ochenta o postnovísimos.

## Biografía
Era sobrino-bisnieto del autor homónimo Leopoldo Alas, Clarín.
Licenciado en filología italiana, cultivó prácticamente todos los géneros literarios. En 1986 fundó con Luis Cremades, Mario Míguez y Daniel Garbade la revista de poesía Signos que dirigió hasta 1992 y organizó las tertulias literarias en el Café Belén. Desde 1986 colaboró como articulista en diferentes revistas y periódicos, llegando a ser considerado por algunos críticos como uno de los principales autores de la literatura gay española y defensor del colectivo.
Escribió dos libretos de ópera: Sin demonio no hay fortuna (con música de Jorge Fernández Guerra, estrenado en el Teatro Olimpia de Madrid en 1987) y Estamos en el aire (ópera radiofónica con música de Juan Pagán, estrenado en el Festival de Música Contemporánea de Alicante en 1991).
Falleció en Madrid a los 45 años, tras una neumonía, y pasar mes y medio ingresado en la UCI de un hospital de Madrid.

## Obras

### Cuento
- África entera tocando el tam tam (1981)
- Descuentos (Libertarias, Antonio J. Huerga editor, 1986)

#### Cuentos en obras colectivas
- Tu piel en mi boca. Antología con relatos homoeróticos de Luis Antonio de Villena, Marcelo Soto, Lawrence Schimel, Norberto Luis Romero, Pablo Peinado, Mario Merlino, Eduardo Mendicutti, Antonio Jiménez Ariza, José Infante, Juan P. Herráiz, Francisco J. Gutiérrez, Luis G. Martín, Luis Deulofeu, Moncho Borrajo, Luis Algorri, Lluís Maria Todó y Leopoldo Alas Mínguez. Madrid: Egales, 2004.

### Poesía
- Los palcos (1988)
- La condición y el tiempo (Agencia Española de la propiedad intelectual, col. Signos, 1992)
- La posesión del miedo (1996)
- El triunfo del vacío (2004)
- Concierto del desorden (2007)
- Nostalgia de siglos y Con estas mismas distancias (2011) Ediciones Vitruvio.

### Novela
- Bochorno (1991)
- El extraño caso de Gaspar Ganijosa (2001)
- A través de un espejo oscuro (2005)
- La loca aventura de vivir (obra póstuma, 2009)

### Ensayo
- La orgía de los cultos (1989)
- De la acera de enfrente (1994)
- Hablar desde el trapecio (Huerga y Fierro editores, 1995)
- Los amores periféricos (1997)
- Ojo de loca no se equivoca (2002)

### Teatro
- Última toma (1985)
- La pasión de madame Artú (1992)

### Libretos de ópera
- Sin demonio no hay fortuna (1987)
- Estamos en el aire (1991)

### Radio
- Desde septiembre de 2004 hasta su enfermedad, Leopoldo Alas realizaba el programa Entiendas o no entiendas en Radio 5 de Radio Nacional de España.

## Premio Leopoldo Alas Mínguez
Desde 2007 se celebra el Certamen Internacional Leopoldo Alas Mínguez para obras teatrales de temática LGTBIQ+, una iniciativa organizada por la Fundación SGAE y la Asociación Cultural Visible para "estimular y normalizar la presencia del colectivo LGTBIQ+ en la creación teatral contemporánea en lengua española". El premio consta de una dotación de 4.000€ y conlleva la inclusión de la obra en el Ciclo SGAE de Lecturas Dramatizadas así como su publicación.
Han sido ganadores: De hombre a hombre (Mariano Moro, 2007); Levante (Carmen Losa, 2008); La playa de los perros destrozados (Nacho de Diego, 2009); Clift (Acantilado) (Alberto Conejero, 2010); Beca y Eva dicen que se quieren (Juan Luis Mira, 2011); El año que se rompió mi corazón (Iñigo Guardamino, 2012); Eudy (Itziar Pascual, 2013); La tarde muerta (Alberto de Casso, 2014); Alimento para mastines (Javier Sahuquillo, 2015); El océano contra las rocas (Sergio Martínez Vila, 2016); El suelo que sostiene a Hande (Paco Gámez, 2017); Eloy y el mañana (Iñigo Guardamino, 2018); La armonía de las esferas (Marcos Gisbert, 2019); Afuera están los perros (Javier Suárez Lema, 2020), Una canción italiana (Javier de Dios, 2021), Vagos y maleantes (Juan Carlos Mestre y Celia Morán, 2022), y El dulce lamentar de dos pastores (égloga trashumante) (Sergio Adillo Rufo).
| Año  | Autor                            | Título                                                 |
| ---- | -------------------------------- | ------------------------------------------------------ |
| 2007 | Mariano Moro                     | De hombre a hombre                                     |
| 2008 | Carmen Losa                      | Levante                                                |
| 2009 | Nacho de Diego                   | La playa de los perros destrozados                     |
| 2010 | Alberto Conejero                 | Clift (Acantilado)                                     |
| 2011 | Juan Luis Mira                   | Beca y Eva dicen que se quieren                        |
| 2012 | Íñigo Guardamino                 | El año que se rompió mi corazón                        |
| 2013 | Itziar Pascual                   | Eudy                                                   |
| 2014 | Alberto de Casso                 | La tarde muerta                                        |
| 2015 | Javier Sahuquillo                | Alimento para mastines                                 |
| 2016 | Sergio Martínez Vila             | El océano contra las rocas                             |
| 2017 | Paco Gámez                       | El suelo que sostiene a Hande                          |
| 2018 | Íñigo Guardamino                 | Eloy y el mañana                                       |
| 2019 | Marcos Gisbert                   | La armonía de las esferas                              |
| 2020 | Javier Suárez Lema               | Afuera están los perros                                |
| 2021 | Javier de Dios                   | Una canción italiana                                   |
| 2022 | Juan Carlos Mestre y Celia Morán | Vagos y maleantes                                      |
| 2023 | Sergio Adillo Rufo               | El dulce lamentar de dos pastores (égloga trashumante) |